# Marina Baixa
Marina Baixa là một comarca trong Cộng đồng Valencian, Tây Ban Nha. Nó giáp với comarques Comtat ở phía tây bắc, Marina Alta phía tây bắc, Alacantí và Alcoià ở phía tây và Địa Trung Hải ở phía đông.

## Các đô thị bên trong
- L'Alfàs del Pi
- Altea
- Beniardà
- Benidorm
- Benifato
- Benimantell
- Bolulla
- Callosa d'En Sarrià
- Confrides
- Finestrat
- El Castell de Guadalest
- La Nucia
- Orxeta
- Polop
- Relleu
- Sella
- Tàrbena
- La Vila Joiosa